# Ферма № 2
Фе́рма № 2 — деревня в Красноборском районе Архангельской области. Входит в состав Алексеевского сельского поселения.

## География
Деревня находится в юго-восточной части Архангельской области, на левом берегу реки Северная Двина на расстоянии менее 4 км (по прямой) к северо-западу от села Красноборск, административного центра района.

### Часовой пояс
Деревня Ферма № 2, как и вся Архангельская область, находится в часовой зоне МСК (московское время). Смещение применяемого времени относительно UTC составляет +3:00.

## История
Впервые отмечена на карте в 1939 году как деревня Алексеевского сельсовета.

## Население
| 2002 | 2010 |
| ---- | ---- |
| 13   | ↗15  |

### Национальный состав
Согласно результатам переписи 2002 года, в национальной структуре населения русские составляли 93 % из 14 чел.